# Кондрашовское сельское поселение
Кондрашо́вское се́льское поселе́ние - сельское поселение в Иловлинском районе Волгоградской области.
Административный центр - село Кондраши.

## Население
| 2010  | 2012  | 2013  | 2014  | 2015  | 2016  | 2017  |
| ----- | ----- | ----- | ----- | ----- | ----- | ----- |
| 2094  | ↘2092 | ↘2051 | ↘2013 | ↗2031 | ↘2011 | ↘1998 |
| 2018  | 2019  | 2020  | 2021  |       |       |       |
| ↗2000 | ↘1985 | ↘1945 | ↘1912 |       |       |       |

## Состав сельского поселения
| № | Населённый пункт | Тип населённого пункта       | Население |
| - | ---------------- | ---------------------------- | --------- |
| 1 | Аликовка         | село                         | 75        |
| 2 | Бердия           | станция                      | 180       |
| 3 | Кондраши         | село, административный центр | 846       |
| 4 | Красноярский     | хутор                        | 322       |
| 5 | Писарёвка        | хутор                        | 382       |
| 6 | Чернозубовка     | село                         | 289       |

## Местное самоуправление
Глава поселения
- Коновалов Сергей Петрович